# Lobatopedis foliicola
Lobatopedis foliicola är en svampart som beskrevs av P.M. Kirk 1979. Lobatopedis foliicola ingår i släktet Lobatopedis, divisionen sporsäcksvampar och riket svampar.   Inga underarter finns listade i Catalogue of Life.